# Pounti
Le pounti ou picoussel (Picoücèl, picaoussel, Picaucèl) est un mets ancien du Rouergue et de la Haute-Auvergne, faisant partie des usages culinaires actuels de l'Aveyron, de la Lozère et du Cantal, dans le Massif central.

## Composition
Ce mets, par sa composition, est l'exemple parfait du plat paysan unique qui mêle le sucré/salé et qui se transporte facilement pour être servi comme panier-repas à prendre loin de chez soi. 
C'est un pâté (cuit au four dans une terrine ou une cocotte) composé de farine de froment (ou de seigle) mélangée à des œufs et du lait, de feuilles de blette, de lard et de pruneaux. Il se mange habituellement froid ou légèrement poêlé en tranche, accompagné d'une salade. Il peut lui-même servir d'accompagnement à une volaille. On peut aussi cuisiner l'appareil à la poele sous forme de petites galettes, d'une manière similaire aux farçous.
Dans le dictionnaire rouergat-français de l'abbé Vayssier de 1879, on trouve: Picoücèl: farce faite avec de la viande hachée, des herbes, de la farine de sarrasin et cuite dans une cloche. Certains locaux font une distinction entre le pounti, sans viande, et le picaoussel, cuisiné traditionnellement avec des restes de viande. 
Dans le dictionnaire occitan-français - dialecte gévaudannais de "l'Escolo Gabalo"  de 1992, on trouve "Picaucèl" : mets composé de viande et d'herbes hachées[réf. nécessaire]. 

## Accord mets/vin
Avec ce pâté campagnard, un vin blanc sec issu du terroir viticole d'Auvergne tel qu'un saint-pourçain (AOC) ou un côtes-d'auvergne (AOC) sera un bon accompagnement.